# Miona Hori
Miona Hori (堀 未央奈, Hori Miona), née le 15 octobre 1996 à Gifu, est une chanteuse et actrice japonaise, membre du groupe Nogizaka46 de 2013 à 2021, et un mannequin régulier pour le magazine de mode ar.